# فهرست مدرسه‌ها و دانشگاه‌های نظامی ایران
این مقاله فهرست دانشگاه‌های نظامی نیروهای مسلح ایرانی است.

## مدارس تاریخی
- مدرسه قزاق‌خانه
- مدرسه نظام
- مدرسه نظامی احمدی
- کاندیدا افسیه
- سوزافیه

## سپاه پاسداران
| دانشگاه                                 | تأسیس | مکان   | نشان | پرچم |
| --------------------------------------- | ----- | ------ | ---- | ---- |
| دانشگاه فرماندهی و ستاد سپاه            | ۱۳۷۱  | تهران  |      |      |
| دانشگاه امام حسین                       | ۱۳۶۵  | تهران  |      |      |
| دانشگاه علوم و فنون زمینی امیرالمؤمنین  | ۱۳۶۵  | اصفهان |      |      |
| دانشگاه علوم و فنون دریایی امام خامنه‌ای | ۱۳۹۲  | رشت    |      |      |
| دانشگاه علوم و فنون هوافضای عاشورا      | ۱۳۸۳  | تهران  |      |      |
| دانشگاه علوم پزشکی بقیةالله             | ۱۳۷۲  | تهران  |      |      |
| دانشکده علوم و فنون زرهی                | ۱۳۶۵  | شیراز  |      |      |
| دانشگاه شهید محلاتی                     | ۱۳۶۱  | قم     |      |      |

## ارتش
| دانشگاه                              | تأسیس | مکان  | نشان | پرچم |
| ------------------------------------ | ----- | ----- | ---- | ---- |
| دانشگاه فرماندهی و ستاد آجا          | ۱۳۱۴  | تهران |      |      |
| دانشگاه افسری امام علی               | ۱۳۰۰  | تهران |      |      |
| دانشگاه علوم دریایی امام خمینی       | ۱۳۵۹  | نوشهر |      |      |
| دانشگاه هوایی شهید ستاری             | ۱۳۶۷  | تهران |      |      |
| دانشگاه علوم پزشکی ارتش              | ۱۳۷۲  | تهران |      |      |
| مرکز آموزش تخصص‌های دریایی باقرالعلوم | ؟     | رشت   |      |      |
| دانشگاه فارابی                       | ۱۳۷۶  | تهران |      |      |
| دانشگاه پدافند هوایی خاتم‌الانبیا     | ۱۳۹۲  | تهران |      |      |

## فرماندهی انتظامی
| دانشگاه                   | تأسیس | مکان  | نشان | پرچم |
| ------------------------- | ----- | ----- | ---- | ---- |
| دانشگاه علوم انتظامی امین | ۱۳۲۳  | تهران |      |      |

## وزارت دفاع و پشتیبانی نیروهای مسلح
| دانشگاه                 | تأسیس | مکان  | نشان | پرچم |
| ----------------------- | ----- | ----- | ---- | ---- |
| دانشگاه صنعتی مالک اشتر | ۱۳۶۳  | تهران |      |      |

## ستاد کل نیروهای مسلح
| دانشگاه                                            | تأسیس | مکان  | نشان | پرچم |
| -------------------------------------------------- | ----- | ----- | ---- | ---- |
| دانشگاه و پژوهشگاه عالی دفاع ملی و تحقیقات راهبردی | ۱۳۷۱  | تهران |      |      |

## وزارت اطلاعات
| دانشگاه                     | تأسیس | مکان  | نشان | پرچم |
| --------------------------- | ----- | ----- | ---- | ---- |
| دانشگاه اطلاعات و امنیت ملی | ۱۳۶۵  | تهران |      |      |